# Купол (геометрия)
| Пятиугольный купол (пример) | Пятиугольный купол (пример)                               |
| --------------------------- | --------------------------------------------------------- |
| Пятиугольный купол          |                                                           |
| Тип                         | Множество куполов                                         |
| Символ Шлефли               | {n} \| t{n}                                               |
| Граней                      | n треугольников, n квадратов, 1 n-угольник, 1 2n-угольник |
| Рёбер                       | 5n                                                        |
| Вершин                      | 3n                                                        |
| Группа симметрии            | Cnv, [1,n], (*nn), порядок 2n                             |
| Группа вращений             | Cn, [1,n]+, (nn), порядок n                               |
| Двойственный многогранник   | ?                                                         |
| Свойства                    | выпуклый                                                  |

Купол — тело, образованное соединением двух многоугольников, в котором один (основание) имеет вдвое больше сторон по сравнению с другим (верхняя грань). Соединение многоугольников осуществляется равнобедренными треугольниками и прямоугольниками. Если треугольники правильные, а прямоугольники являются квадратами, в то время как основание и вершина являются правильными многоугольниками, купол является многогранником Джонсона.
Эти куполы, трёхскатный, четырёхскатный и пятискатный, можно получить, взяв сечения кубооктаэдра, ромбокубооктаэдра и ромбоикосододекаэдра соответственно.
Купол можно рассматривать как призму, где один из многоугольников наполовину стянут путём объединения вершин попарно.
Куполу можно приписать расширенный символ Шлефли {n} || t{n}, представляющий правильный многоугольник {n}, соединённый с параллельной ему усечённой копией, t{n} или {2n}.
Куполы являются подклассом призматоидов.

## Примеры
| n                                  | 2                    | 3                 | 4                      | 5                         | 6                                     |
| Название                           | {2} \| t{2}          | {3} \| t{3}       | {4} \| t{4}            | {5} \| t{5}               | {6} \| t{6}                           |
| ---------------------------------- | -------------------- | ----------------- | ---------------------- | ------------------------- | ------------------------------------- |
| Купол                              | Диагональный купол   | Трёхскатный купол | Четырёхскатный купол   | Пятискатный купол         | Шестискатный купол (плоский)          |
| Связанные однородные многогранники | Треугольная призма · | Кубооктаэдр ·     | Ромбокубо- · октаэдр · | Ромбоикосо- · додекаэдр · | Ромботри- · шестиугольная · мозаика · |

Плоские «шестиугольные куполы» в

Упомянутые выше три многогранника являются нетривиальными выпуклыми куполами с правильными гранями. «Шестиугольный купол» является плоской фигурой, а треугольную призму может считать «куполом» степени 2 (купол отрезка и квадрата). Однако куполы с большим числом сторон многоугольников могут быть построены только с неправильными треугольными и прямоугольными гранями.

## Координаты вершин
Определение купола не требует правильности основания и верхней грани, но удобно рассматривать случаи, в которых куполы имеют максимальную симметрию, Cnv. В этом случае верхняя грань является правильным n-угольником, в то время как основание является правильным 2n-угольником, либо 2n-угольником с двумя различными длинами сторон (через одну) и теми же углами, что и у правильного 2n- угольника. Удобно расположить купол в координатной системе так, чтобы его основание лежало в плоскости xy с верхней гранью, параллельной этой плоскости. Ось z является осью симметрии порядка n, зеркальные плоскости проходят через эту ось и делят стороны основания пополам. Они также делят пополам стороны или углы верхней грани, или и то, и другое. (Если n чётно, половина зеркал делит пополам стороны, половина — углы. Если же n нечётно, каждое зеркало делит пополам одну сторону и один угол верхней грани.) Пронумеруем вершины основания числами от V1 до V2n, а вершины верхней грани — числами от V2n+1 до V3n. Координаты вершин тогда можно записать следующим образом:
- V2j−1: (rb cos[2π(j − 1) / n + α], rb sin[2π(j − 1) / n + α], 0)
- V2j: (rb cos(2πj / n − α), rb sin(2πj / n − α), 0)
- V2n+j: (rt cos(πj / n), rt sin(πj / n), h),

где j = 1, 2, …, n.
Поскольку многоугольники V1V2V2n+2V2n+1, и т. д. являются прямоугольниками, на значения rb, rt и α накладываются ограничения. Расстояние V1V2 равно
rb{[cos(2π / n − α) − cos α]2 + [sin(2π / n − α) − sin α]2}1⁄2
= rb{[cos2(2π / n − α) − 2cos(2π / n − α)cos α + cos2 α] + [sin2(2π / n − α) − 2sin(2π / n − α)sin α + sin2 α]}1⁄2
= rb{2[1 − cos(2π / n − α)cos α − sin(2π / n − α)sin α]}1⁄2
= rb{2[1 − cos(2π / n − 2α)]}1⁄2
а расстояние V2n+1V2n+2 равно
rt{[cos(π / n) − 1]2 + sin2(π / n)}1⁄2
= rt{[cos2(π / n) − 2cos(π / n) + 1] + sin2(π / n)}1⁄2
= rt{2[1 − cos(π / n)]}1⁄2.
Они должны быть равны, так что, если это общее ребро имеет длину s,
rb = s / {2[1 − cos(2π / n − 2α)]}1⁄2
rt = s / {2[1 − cos(π / n)]}1⁄2
И эти значения следует подставить в вышеприведённые формулы для вершин.

## Звёздчатые куполы
| n / d | 4     | 5     | 7     | 8     |
| ----- | ----- | ----- | ----- | ----- |
| 3     | {4/3} | {5/3} | {7/3} | {8/3} |
| 5     | —     | —     | {7/5} | {8/5} |

| n / d | 3                               | 5                                 | 7                                 |
| ----- | ------------------------------- | --------------------------------- | --------------------------------- |
| 2     | Скрещенный треугольный куполоид | Пентаграммный куполоид            | Гептаграммный куполоид            |
| 4     | —                               | Скрещенный пентаграммный куполоид | Скрещенный гептаграммный куполоид |

Звёздчатые куполы существуют для всех оснований {n/d}, где 6/5 < n/d < 6 и d нечётно. На границах куполы превращаются в плоские фигуры. Если d чётно, нижнее основание {2n/d} становится вырожденным — мы можем образовать куполоид или полукупол путём удаления этой вырожденной грани и позволив треугольникам и квадратам соединяться друг с другом. В частности, тетрагемигексаэдр можно рассматривать как {3/2}-куполоид. Все куполы ориентированны, в то время как все куполоиды неориентированны. Если n/d > 2 для куполоида, треугольники и квадраты не покрывают всё основание и маленькая мембрана остаётся на основании, которая просто закрывает дыру. Таким образом, куполоиды {5/2} и {7/2} на рисунке выше имеют мембраны (не заполнены), в то время как куполоиды {5/4} и {7/4} их не имеют.
Высота h купола {n/d} или куполоида задаётся формулой
{\displaystyle h={\sqrt {1-{\frac {1}{4\sin ^{2}({\frac {\pi d}{n}})}}}}}. В частности, h = 0 на границах n/d = 6 и n/d = 6/5, и h максимально при n/d = 2 (треугольная призма, где треугольники расположены вертикально).
На рисунках выше звёздчатые куполы показаны в цветах, чтобы подчеркнуть их грани — грань n/d-угольника показана красным, грань 2n/d-угольника показана жёлтым, квадраты представлены синим цветом, а треугольники — зелёным. Куполоиды имеют красные n/d-угольные грани, жёлтые квадратные грани, а треугольные грани выкрашены в голубой цвет, второе же основание удалено.

## Гиперкуполы
Гиперкуполы или многогранные куполы — это семейство выпуклых неоднородных четырёхмерных многогранников, аналогичных куполам. Основаниями каждого такого многогранника являются правильный многогранник (трёхмерный) и его растяжение.
В таблице используется понятие Сегментогранник (англ. Segmentochora)
— это фигура, удовлетворяющая следующим свойствам:
1. все вершины находятся на одной гиперсфере
2. все вершины находятся на двух параллельных гиперплоскостях
3. все рёбра имеют длину 1
В плоскости существует два сегментогранника (сегментоугольника) — правильный треугольник и квадрат.
В 3-мерном пространстве они включают пирамиды, призмы, антипризмы, купола.
| Название                                    | Тетраэдральный купол        | Тетраэдральный купол                                                                   | Кубический купол               | Кубический купол                                                                       | Октаэдральный купол          | Октаэдральный купол                                                                        | Декаэдральный купол           | Декаэдральный купол                                                                                 | Шестиугольный мозаичный купол                  | Шестиугольный мозаичный купол                                                                                           |
| Символ Шлефли                               | {3,3} ∨ rr{3,3}             | {3,3} ∨ rr{3,3}                                                                        | {4,3} ∨ rr{4,3}                | {4,3} ∨ rr{4,3}                                                                        | {3,4} ∨ rr{3,4}              | {3,4} ∨ rr{3,4}                                                                            | {5,3} ∨ rr{5,3}               | {5,3} ∨ rr{5,3}                                                                                     | {6,3} ∨ rr{6,3}                                | {6,3} ∨ rr{6,3} |
| Индекс сегментогранника                     | K4.23                       | K4.23                                                                                  | K4.71                          | K4.71                                                                                  | K4.107                       | K4.107                                                                                     | K4.152                        | K4.152                                                                                              |                                                | |
| ------------------------------------------- | --------------------------- | -------------------------------------------------------------------------------------- | ------------------------------ | -------------------------------------------------------------------------------------- | ---------------------------- | ------------------------------------------------------------------------------------------ | ----------------------------- | --------------------------------------------------------------------------------------------------- | ---------------------------------------------- | --- |
| Радиус описанной окружности                 | 1                           | 1                                                                                      | sqrt((3+sqrt(2))/2) = 1.485634 | sqrt((3+sqrt(2))/2) = 1.485634                                                         | sqrt(2+sqrt(2)) = 1.847759   | sqrt(2+sqrt(2)) = 1.847759                                                                 | 3+sqrt(5) = 5.236068          | 3+sqrt(5) = 5.236068                                                                                |                                                | |
| Рисунок                                     |                             |                                                                                        |                                |                                                                                        |                              |                                                                                            |                               | |                                                | |
| Главные ячейки                              |                             |                                                                                        |                                |                                                                                        |                              |                                                                                            |                               | |                                                | |
| Вершин                                      | 16                          | 16                                                                                     | 32                             | 32                                                                                     | 30                           | 30                                                                                         | 80                            | 80                                                                                                  | ∞                                              | ∞ |
| Рёбер                                       | 42                          | 42                                                                                     | 84                             | 84                                                                                     | 84                           | 84                                                                                         | 210                           | 210                                                                                                 | ∞                                              | ∞ |
| Граней                                      | 42                          | 24 {3} + 18 {4}                                                                        | 80                             | 32 {3} + 48 {4}                                                                        | 82                           | 40 {3} + 42 {4}                                                                            | 194                           | 80 {3} + 90 {4} + 24 {5}                                                                            | ∞                                              | |
| Ячеек                                       | 16                          | 1 тетраэдр 4 треугольные призмы 6 треугольных призм 4 треугольные призмы 1 кубооктаэдр | 28                             | 1 куб 6 квадратных призм 12 треугольных призм 8 треугольных пирамид 1 ромбокубооктаэдр | 28                           | 1 октаэдр 8 треугольных призм 12 треугольных призм 6 квадратных пирамид 1 ромбокубооктаэдр | 64                            | 1 додекаэдр 12 пятиугольных призм 30 треугольных призм 20 треугольных пирамид 1 ромбоикосододекаэдр | ∞                                              | 1 шестиугольная мозаика ∞ шестиугольных призм ∞ треугольных призм ∞ треугольных пирамид 1 ромботришестиугольная мозаика |
| Связанные однородные 4-мерные многогранники | Рансинированный 5-ячейник · | Рансинированный 5-ячейник ·                                                            | Рансинированный тессеракт ·    | Рансинированный тессеракт ·                                                            | Рансинированный 24-ячейник · | Рансинированный 24-ячейник ·                                                               | Рансинированный 120-ячейник · | Рансинированный 120-ячейник ·                                                                       | Рансинированные шестиугольные мозаичные соты · | Рансинированные шестиугольные мозаичные соты ·                                                                          |